# Siobhan Hayes
Siobhan Hayes (1975. április 23.) angol színésznő.

## Szerepei
Legismertebb szerepe Abi Harper, Az én kis családomból. Szerepelt az Agatha Christie: Gyilkosság a paplakban című krimiben, vendégszereplő volt a Little Britain-ben.

### EastEnders
1991-ben vendégszereplő volt a sorozatban, egy Jane nevű karaktert alakított. 2008 februárjában bejelentették, hogy visszatér a sorozatba, egy Melinda nevű új karaktert alakít majd.

### Tánc
2005-ben a  BBC egyik híres táncshow-jában, a Strictly Come Dancing-ben szerepelt Matthew Cutler táncossal. A párost az első héten kiszavazták.

## Fordítás
- Ez a szócikk részben vagy egészben  a   Siobhan Hayes című angol Wikipédia-szócikk ezen változatának fordításán alapul.  Az eredeti cikk szerkesztőit annak laptörténete sorolja fel. Ez a jelzés csupán a megfogalmazás eredetét és a szerzői jogokat jelzi, nem szolgál a cikkben szereplő információk forrásmegjelöléseként.

## További információ
- Siobhan Hayes az Internetes Szinkronadatbázisban (magyarul)
- Siobhan Hayes az Internet Movie Database-ben (angolul)
- Siobhan Hayes a Rotten Tomatoeson (angolul)